# 伊齊爾·伊圖諾
伊齊爾·伊圖諾·馬丁內斯（1974年6月18日—）是一位西班牙女演員。她最著名的角色是飾演西班牙電視劇集《紙房子》中的蕾凱兒·莫里歐督察。

## 早年生活
伊齊爾·伊圖諾·馬丁內斯在1974年6月18日出生於西班牙巴斯克自治區比斯開省的巴绍里。她在巴绍里戲劇學校學習演戲，並畢業於巴斯克地區大學城市工業和政治社會學專業。

## 職業生涯
伊圖諾的首次亮相是在1997年上映的巴斯克電影《再見奧倫特零，再見》中。
2001年，伊圖諾在巴斯克肥皂劇《高街》中飾演來自虛構小鎮阿拉爾德的雙性戀女警察內卡內·貝蒂亞，她一直飾演這個角色直到2015年劇集被取消；這個角色增加了她在巴斯克地區的知名度。
伊圖諾隨後繼續在演員之路前進，主演了分別於2015年和2016年上映的電影 《花》（奧斯卡金像獎的西班牙提交作品）和《復仇記》。2017年，她在西班牙搶劫犯罪劇集《紙房子》中飾演主要角色蕾凱兒·莫里歐督察；該劇原本在Antena 3播出，後來被Netflix接手播放。
除了她的電影、電視和戲劇角色之外，伊圖諾還是Dangiliske、EZ3和INGOT三個樂隊的歌手。
2017年9月26日，伊圖諾是第65屆聖塞瓦斯蒂安國際電影節巴斯克電影和ETB晚會的主持人。
2020年5月宣佈伊圖諾將在2020年上映的英國動畫短片《救恩無名》中首次以英語配音亮相。

## 作品列表
| † | 表示尚未發行的作品 |

### 電影
| 年份 | 標題                                | 角色                                | 附註 |
| ---- | ----------------------------------- | ----------------------------------- | ---- |
| 2003 | 《夜的盡頭》 （西班牙語：El final de la noche）         | 拉奎爾（西班牙語：Raquel）                |      |
| 2004 | 《天上的洞》 （西班牙語：Agujeros en el cielo）         | 埃琳娜（西班牙語：Elena）                |      |
| 2005 | 《我會成為你的眼睛》 （西班牙語：Seré tus ojos） | －                                  | 短片 |
| 2010 | 《許願的星星》        | 索爾·安古斯蒂亞斯（西班牙語：Sor Angustias）     |      |
| 2012 | 《獵龍者》 （西班牙語：Dragoi ehiztaria）           | 馬達倫（西班牙語：Maddalen）                |      |
| 2014 | 《花》                              | 盧爾德                |      |
| 2014 | 《拉薩和扎巴拉》 （西班牙語：Lasa y Zabala）     | 阿瑪亞（西班牙語：Amaia）                |      |
| 2014 | 《善惡》 （西班牙語：El Buen Mal）             | 女人                                | 短片 |
| 2015 | 《沒有柏林的秋天》 （西班牙語：Un otoño sin Berlín）   | 蘇菲亞（西班牙語：Sofía）                |      |
| 2016 | 《復仇記》            | 卡門（西班牙語：Carmen）                  |      |
| 2017 | 《奄奄一息》                        | 護士                                |      |
| 2017 | 《地獄鐵匠》                        | 安娜（西班牙語：Ana）                  |      |
| 2017 | 《為了美好時光》 （英語：For the Good Times）         | 艾尼奧亞              | 短片 |
| 2017 | 《Tarde para el recreo》            | 母親                                | 短片 |
| 2019 | 《白城之寂》                        | 格瓦拉醫生（西班牙語：Doctora Guevara）            |      |
| 2020 | 《萊凱蒂奧之家》 （西班牙語：Lekitxoko Etxea）     | 麥塔                  | 短片 |
| 2020 | 《諾拉》 （英語：Nora）                 | 加油站工人                          |      |
| 2020 | 《死亡鐘聲》          | 卡門                  |      |
| 2020 | 《食人族》 （西班牙語：Caníbales）           | 協調員                              | 短片 |
| 2020 | 《無盡的月》          | 母親                                | 母親 |
| 2021 | 《罷工》 （土耳其語：Grev）             | －                                  | －   |
| 2022 | 《救恩無名》                        | 雜耍者／牧師（配音）  | 短片 |
| 2022 | 《Black is Beltza II: Ainhoa》      | TBA                                 | 配音 |
| 2022 | 《伊拉蒂》                          | 馬里                  |      |

### 電視
| 年份       | 標題                    | 角色                        | 附註                  |
| ---------- | ----------------------- | --------------------------- | --------------------- |
| 2011       | 《薩賓》  | －                          | 電視電影              |
| 2012－2014 | 《高街》                | 內卡內·貝蒂亞 | 主要角色；59集        |
| 2017       | 《脈動》                | －                          | 單集：“No estoy loco” |
| 2017       | 《告訴我怎麼回事》      | 科羅·薩巴萊塔（西班牙語：Koro Zabaleta） | 5集                   |
| 2020       | 《遊行》  | 阿瑪亞（西班牙語：Amaia）        | 迷你劇；主要角色；4集 |
| 2017－2021 | 《紙房子》              | 蕾凱兒·莫里歐／里斯本       | 主要角色；41集        |
| 2022       | 《親密危機》            | 馬倫·祖比里（西班牙語：Malen Zubiri）   | 主要角色；8集         |

### 舞臺
| 年份       | 標題                                          |
| ---------- | --------------------------------------------- |
| 2003       | 《Izarrak/Estrellas》                         |
| 2004       | 《Pakitarentzat Bakarrik》                    |
| 2005       | 《Zeta/Seda》                                 |
| 2005       | 《Jostailuen Istorioak/Historia de juguetes》 |
| 2007       | 《Lapurzuola/Cueva de ladrones》              |
| 2008       | 《Grönholm Metodoa》                          |
| 2010       | 《AURI-AURI》                                 |
| 2010       | 《Ilunpetan/El Apagón》                       |
| 2011       | 《Amantalaren Ahotsa》                        |
| 2012       | 《Herioa eta Dontzeila》                      |
| 2013－2014 | 《Hitzak/Palabras》                           |
| 2016－2017 | 《Koadernoa Zuri/Cuaderno en blanco》         |
| 2017       | 《Desoxirribonucleico》                       |
| 2017       | 《Funtzak》                                   |
| 2018       | 《Yo soy Pichichi》                           |
| 2022       | 《La Tarara》                                 |

## 獲獎和提名
| 年份 | 獎項                 | 類別                          | 提名作品     | 結果 |
| ---- | -------------------- | ----------------------------- | ------------ | ---- |
| 2015 | 圖盧茲西班牙電影展獎 | 最佳女主角 （西班牙語：Mejor actriz）     | 《花》       | 獲獎 |
| 2021 | 銀影格獎             | 最佳電視女主角 （西班牙語：Mejor Actriz de TV） | 《紙房子》   | 提名 |
| 2022 | Zapping Awards       | 最佳女主角  | 《紙房子》   | 提名 |
| 2022 | 鳶尾花獎             | 最佳女主角 （西班牙語：Mejor Actriz）     | 《親密危機》 | 提名 |

## 外部連結
- 伊齊爾·伊圖諾在互联网电影资料库（IMDb）上的資料（英文）
- 伊齊爾·伊圖諾的Instagram帳戶